# Virginia Gabriel
Mary Anne Virginia Gabriel (Banstead, 7 febbraio 1825 – Londra, 7 agosto 1877) è stata una cantante e compositrice britannica Era conosciuta anche come Mrs. George E. March.

## Biografia
Virginia Gabriel nacque a Banstead, Surrey, in Inghilterra, la figlia del maggiore generale "Arcangelo" Gabriel. Ha studiato pianoforte con Johann Peter Pixis, Theodor Dohler, Sigismond Thalberg e Bernhard Molique e composizione con il compositore d'opera Saverio Mercadante.
Nel 1870 Virginia Gabriel andò per un soggiorno prolungato al castello di Glamis nelle pianure scozzesi, e secondo quanto riferito fu responsabile, tra gli altri, di resoconti successivi del "segreto" del castello che aveva a che fare con un misterioso occupante, il mostro di Glamis.
Virginia Gabriel ha scritto ballate popolari che hanno stabilito la sua reputazione di cantautrice e compositrice. Sebbene le cantautrici donne fossero ben accettate nel 19º secolo e non avesse problemi a pubblicare le sue canzoni, ha lottato per ottenere editori per le sue composizioni più serie. Ad esempio, ha dovuto pagare per l'auto-pubblicazione della sua cantata Dreamland. Sebbene il suo stile di scrittura fosse romantico, le sue canzoni riflettevano sempre abilità e inventiva grazie alla sua forza di compositrice seria.
Gabriel sposò il suo librettista George March nel 1874, che era impiegato dal Foreign Office. Il Times ha riferito che morì nel 1877 per "ferite subite da una caduta da una carrozza". Nel necrologio dell'Evening Post venne descritta come "molto amata nella società" e come in possesso di "... gentilezza di cuore".

## Opere
Gabriel era nota per le cantate e le opere e scriveva anche canzoni. Le opere selezionate includono:
- Evangeline (1873), cantata
- Graziella (1870), cantata
- Dreamland (1870), cantata
- Widows Bewitched (1865), opera
- A Quiet Chateau (1867), opera
- Chi è l'erede? (1868), opera
- Lost and Found (1870), opera
- Grass Widows, opera
- Il pastore di Cournouailles, opera
- Le follie di una notte, opera
- A Rainy Day, opera
- The Lion's Mouth, opera buffa[4]
- Cambiamento su cambiamento (Testo: Elizabeth Barrett Browning)
- Du bist wie eine Blume, op. 1, no. 3 (Testo: Heinrich Heine)
- Oh, vuoi avere la mia mano, cara (Testo: Elizabeth Barrett Browning)
- Orfeo con il suo liuto (Testo: John Fletcher)
- Canzone At the Window (Testo: Robert Browning)
- Canzone di una madre, canzone
- Canzone Don't Forget Me Quite (Testo: Mrs Francis Anne Kemble)
- Ruby, canzone
- Beryl (Companion Song to Ruby)
- Brighter Hours, canzone
- Addormentato, canzone
- Perla, canzone
- Smeraldo, canzone
- The Opal Ring, canzone
- Quando i passeri costruiscono (testo: Jean Ingelow), canzone
- Ascolta mamma, canzone
- La porta socchiusa, canzone
- A Song to Lay at the Feet of my Love
- Little Golden Hair, canzone
- Corra Linn, canzone
- Risparmia il mio ragazzo in mare, canzone
- Slumber, Mine Own, canzone
- Ai miei piedi, canzone
- Light through Darkness (dalla cantata: Dreamland), canzone
- Sogni di chi mi amava (dalla cantata: Dreamland), canzone
- Chloe sedeva accanto al fiume (dall'opera: Widows Bewitched), canzone
- L'amore è andato ai Maying (dall'opera: Widows Bewitched), canzone
- Sweet Seventeen, canzone
- Il giorno delle nozze d'oro, canzone
- Sotto la vite a graticcio (dalla cantata: Graziella), canzone
- Addio mia canzone di Bark (dalla cantata: Graziella), canzone
- Sei venuto da me con un sorriso accattivante, canzone
- The Fisherman's Widow, canto di contralto
- Mi alzerò, canto sacro
- Cosa farai?, canto sacro
- Il Signore è la mia parte, inno della chiesa[7]
- Lily Graeme, canzone
- A Dead Past, canzone
- La scelta, canzone
- Pensieri!, canzone
- Spirito Amore, canzone
- Twilight, canzone
- Tre gigli, canzone
- Amici, canzone